# بیچاق‌چی
بیچاق‌چی (به لاتین: Bıçaqçı) یک منطقه مسکونی در جمهوری آذربایجان است که در شهرستان زردآب واقع شده‌است. بیچاق‌چی ۱۶۰۸ نفر جمعیت دارد.